# Матьє Горжелен
Матьє Горжелен (фр. Mathieu Gorgelin, нар. 5 серпня 1990, Амбер'є-ан-Бюже) — французький футболіст, воротар клубу «Гавр».

## Клубна кар'єра
Народився 5 серпня 1990 року в місті Амбер'є-ан-Бюже. Вихованець футбольної школи клубу «Ліон». З 2010 року став виступати за дублючу команду, взявши участь у 37 матчах аматорського чемпіонату. Сезон 2011/12 провів в оренді в клубі «Ред Стар», де взяв участь в 15 матчах третього дивізіону Франції.
Після повернення в «Ліон» став запасним воротарем. 2 листопада 2013 року дебютував у Лізі 1 у матчі проти «Генгама» (2:0). Тоді Горжелен на 32-ій хвилині замінив травмованого Антоні Лопеша і відстояв дебютний матч без пропущених м'ячів, втім основним воротарем так і не став. За період з 2012 по 2019 рік відіграв за команду з Ліона 12 матчів у національному чемпіонаті, будучи другим в ієрархії воротарів після Антоні Лопеша.
1 липня 2019 приєднався до «Гавра», що виступає в Лізі 2, де став основним воротарем.

## Виступи за збірні
У 2010 та 2011 роках залучався до складу молодіжної збірної Франції. На молодіжному рівні зіграв у 3 офіційних матчах.